# Cephalodella songkhlaensis
Cephalodella songkhlaensis är en hjuldjursart som beskrevs av Segers och Pholpunthin 1997. Cephalodella songkhlaensis ingår i släktet Cephalodella och familjen Notommatidae. Inga underarter finns listade i Catalogue of Life.